# ليز إليس
ليز إليس (بالإنجليزية: Liz Ellis)‏ هي لاعبة كرة الشبكة أسترالية، ولدت في 17 يناير 1973 في وندزر ‏ في أستراليا.